# Sagres (São Paulo)
Sagres est une municipalité brésilienne de l'État de São Paulo et la Microrégion d'Adamantina.

## Démographie
| Évolution de la population (municipalité) | Évolution de la population (municipalité) | Évolution de la population (municipalité) | Évolution de la population (municipalité) |
| Année                                     | Population                                |                                           | %±                                        |
| ----------------------------------------- | ----------------------------------------- | ----------------------------------------- | ----------------------------------------- |
| 1960                                      | 8 259                                     |                                           | —                                         |
| 1970                                      | 4 083                                     |                                           | −50,6%                                    |
| 1980                                      | 3 016                                     |                                           | −26,1%                                    |
| 1991                                      | 2 653                                     |                                           | −12,0%                                    |
| 2000                                      | 2 439                                     |                                           | −8,1%                                     |
| 2010                                      | 2 395                                     |                                           | −1,8%                                     |
| 2022                                      | 2 474                                     |                                           | 3,3%                                      |
| ,                                         |                                           |                                           |                                           |

## Religion
Le christianisme est présent dans la ville comme suit:

### Église Catholique
L'église catholique de la commune fait partie du Diocèse de Marília.

### Église Protestante
Les croyances évangéliques les plus diverses sont présentes dans la ville, principalement pentecôtistes, notamment les Assemblées de Dieu brésiliennes (la plus grande église évangélique du pays),, Congrégation Chrétienne au Brésil, entre autres. Ces dénominations se développent de plus en plus dans tout le Brésil.